# 대전예술고등학교
대전예술고등학교(大田藝術高等學校)는 대한민국 대전광역시 유성구 상대동에 있는 사립 고등학교이다.

## 학교 연혁
- 1982년 1월 : 학교법인 돈운학원의 설립자인 박병배 선생은 그 선친의 유훈을 받들어 선대 유산을 교육 및 문화사업화 하고자 완당공 기념사업회를 발족함
- 1991년 10월 : 대전예술고등학교 설립 인가(음악과, 미술과, 무용과, 총 12학급)
- 1992년 3월 : 학교법인 돈운(遯雲 : 완당공의 선친 준근 선생의 아호) 학원 설립 인가
- 1992년 3월 : 서붕 박병배 초대 이사장 취임
- 1992년 3월 : 이명환 초대 교장 취임
- 1992년 3월 : 개교 및 제1회 입학식
- 1993년 2월 : 현 교사로 이전
- 1994년 10월 : 본관 4층 및 별관(실기실) 증축
- 1995년 2월 : 제1회 졸업식
- 2012년 9월 : 급식실 준공
- 2013년 12월 : 다목적 강당 준공
- 2015년 7월 : 연기예술과 신설 인가
- 2020년 7월 : 특목고 지정 취소 및 예술계열 일반고 지정
- 2021년 2월 : 제27회 졸업식
- 2021년 3월 : 제30회 입학식

## 설치 학과
- 무용과
- 음악과
- 미술과

## 참고 자료
- 대전예술고등학교 - 한국교육학술정보원 학교알리미